# أشلي رودريغوس
أشلي رودريغوس (12 سبتمبر 1988 بميسيساغا في كندا - ) هي لاعبة كرة قدم كندية في مركز الوسط. شاركت مع منتخب غيانا الوطني لكرة القدم للسيدات.

## وصلات خارجية
- أشلي رودريغوس على موقع Soccerway.com (الإنجليزية)